# Itamar Levy

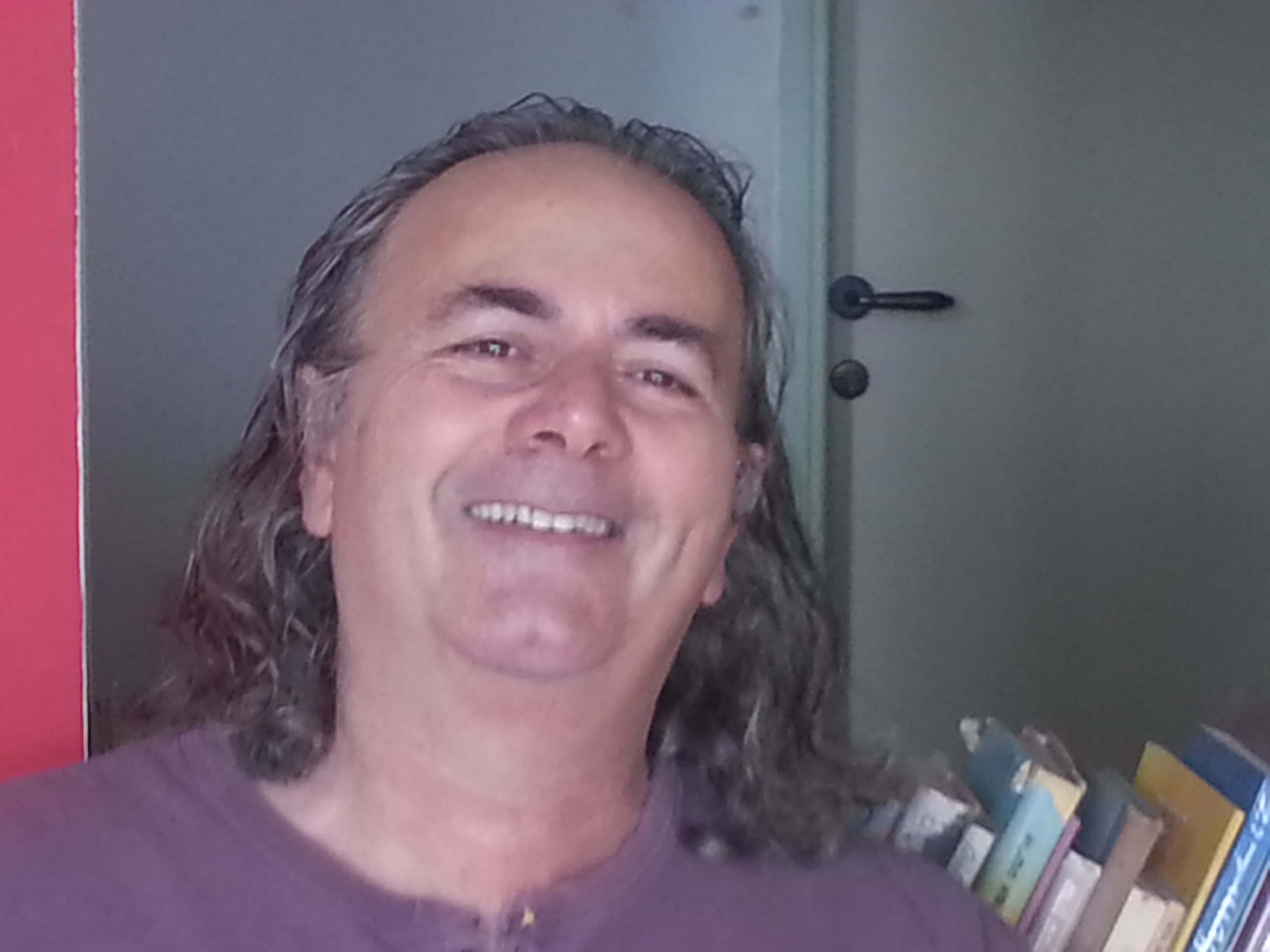
Itamar Levy

Itamar Levy (hebräisch אִיתָמָר לֵוִי Ītamar Lewī; * 1956 in Tel Aviv) ist ein israelischer Schriftsteller.

## Leben
Levy wuchs in Tel Aviv auf. Er studierte Theaterwissenschaften an der Universität Tel Aviv und arbeitet heute als Radiomoderator, Antiquar und Schriftsteller in Israel.
Seine literarische Neigung verbindet er mit seiner Arbeit, indem er in der Radiosendung Qol Schischi (hebräisch קוֹל שִׁישִׁי ‚Stimme des Sechsten [Tags]/Freitagsstimme‘) Menschen bei ihrer Suche nach Büchern, an die sie sich nur noch rudimentär erinnern können, unterstützt.
In seinem Antiquariat Itamar’s Bookstore in Sichron Jaʿaqov verkauft Levy antiquarische Bücher mit den thematischen Schwerpunkten Israel, Jüdisches Volk, Naher Osten und Mittlerer Osten. Das Antiquariat verfügt auch über eine englischsprachige Internetseite.
Vom schriftstellerischen Werk Levys, welches bislang sechs Bücher umfasst, sind auf Deutsch zwei erhältlich. 1997 erschien Buchstaben von der Sonne, Buchstaben vom Mond und 2008 Die Legende von den traurigen Seen.

## Werkübersicht

### Deutsche Übersetzungen
- Buchstaben von der Sonne, Buchstaben vom Mond. Suhrkamp, 1997. ISBN 978-3-518-40925-1

(Aus dem Hebräischen von Vera Loos und Naʿomi Nir-Bleimling – Originaltitel: Otijjot ha-Schemesch, Otijjot ha-Jareach)
- Die Legende von den traurigen Seen. Conte Verlag, 2008. ISBN 978-3-936950-78-6

(Aus dem Hebräischen von Vera Loos und Naʿomi Nir-Bleimling – Originaltitel: Aggadat ha-Agamim ha-ʿAtzuvim)

### Hebräische Originaltexte
- Zelig Mainz we-Gaʿaguʿaw el ha-Mawet. Sifrijjat Poʿalim, 1985.
- Kappot Ragleiha ha-ʿAdinot schel ha-Madam. Keter, 1988.
- Aggadat ha-Agamim ha-ʿAtzuvim. Keter, 1990.
- Otijjot ha-Schemesch, Otijjot ha-Jareach. Keter, 1991.
- Etjudim le-Morgana. Keter, 1996.
- Mi-Jomano schel Meʾater Sfarim. Sefer Zichronot, 2000.